# Football Club Internazionale Milano 1989-1990
Questa voce raccoglie le informazioni riguardanti il Football Club Internazionale Milano nelle competizioni ufficiali della stagione 1989-1990.

## Stagione

La vittoria della Supercoppa italiana 1989

Forte di uno Scudetto incamerato con numeri da record, nell'estate 1989 la Beneamata procedeva a sostituire un unico tassello nel proprio scacchiere: l'argentino Ramón Díaz faceva spazio al tedesco Klinsmann, apprezzabile in fatto di qualità realizzative ma dal profilo tattico non complementare a Serena.
In campionato gli uomini di Trapattoni abdicarono ben presto a favore delle rivali Napoli e Milan, cadendo seccamente al San Paolo – sotto i colpi di Careca e Maradona – per poi crollare in mezz'ora nella stracittadina del 19 novembre 1989: delusioni, queste, cui assommare una precoce eliminazione in Coppa Campioni contro lo svedese Malmö nei sedicesimi di finale.
Aggiudicatasi a spese della Sampdoria la sua prima Supercoppa nazionale (affondando i blucerchiati con gol di Cucchi e Serena) l'Inter veniva beffata in Coppa Italia dal sorteggio con monetina, premiante la Roma in occasione del girone triangolare: il 28 gennaio 1990 i nerazzurri erano poi sconfitti a Torino nel derby d'Italia, aprendo settimane di crisi che compromettevano de facto una possibile rimonta.
Il ritorno al successo avveniva a San Siro contro la capolista partenopea, mentre il 18 marzo 1990 Giuseppe Baresi e soci inflissero un duro colpo all'opponente meneghina: il gradino più basso del podio raggiunto a quota 44 punti determinò una partecipazione alla UEFA per la stagione 1990-91, figurando un miglior piazzamento in classifica rispetto all'appaiata Juventus per la miglior differenza-reti nei confronti di quest'ultima.

## Divise e sponsor
Il fornitore tecnico per la stagione 1989-1990 fu Uhlsport, mentre lo sponsor ufficiale fu Misura.
| Casa | Trasferta | Portiere | Portiere |  |

## Organigramma societario
Area direttiva
- Presidente: Ernesto Pellegrini
- Vicepresidente: Giuseppe Prisco, Giulio Abbiezzi e Angelo Corridori
- Amministratore delegato: Giordano Pellegrini

Area organizzativa
- Segretario generale: Ileana Aimonti e Carla Malinverni
- General manager: Paolo Giuliani

Area comunicazione
- Capo ufficio stampa: Valberto Miliani

Area tecnica
- Direttore sportivo: Giancarlo Beltrami
- Allenatore: Giovanni Trapattoni
- Allenatore in seconda: Arcadio Venturi
- Allenatore portieri: Luciano Castellini
- Preparatore atletico: Eugenio Fumagalli

Area sanitaria
- Medici sociali: dott. Pasquale Bergamo
- Massaggiatori: Giancarlo Della Casa e Massimo Della Casa

## Rosa
Di seguito la rosa.
| N. |                     | Ruolo | Calciatore                 |
| -- | ------------------- | ----- | -------------------------- |
|    | Italia (bandiera)   | P     | Astutillo Malgioglio       |
|    | Italia (bandiera)   | P     | Luca Mondini               |
|    | Italia (bandiera)   | P     | Walter Zenga               |
|    | Italia (bandiera)   | D     | Giuseppe Bergomi           |
|    | Germania (bandiera) | D     | Andreas Brehme             |
|    | Italia (bandiera)   | D     | Riccardo Ferri             |
|    | Italia (bandiera)   | D     | Andrea Mandorlini          |
|    | Italia (bandiera)   | D     | Stefano Rossini            |
|    | Italia (bandiera)   | D     | Paolo Tramezzani           |
|    | Italia (bandiera)   | D     | Corrado Verdelli           |
|    | Italia (bandiera)   | C     | Giuseppe Baresi (capitano) |

| N. |                     | Ruolo | Calciatore          |
| -- | ------------------- | ----- | ------------------- |
|    | Italia (bandiera)   | C     | Nicola Berti        |
|    | Italia (bandiera)   | C     | Alessandro Bianchi  |
|    | Italia (bandiera)   | C     | Enrico Cucchi       |
|    | Italia (bandiera)   | C     | Pierluigi Di Già    |
|    | Italia (bandiera)   | C     | Gianfranco Matteoli |
|    | Germania (bandiera) | C     | Lothar Matthäus     |
|    | Italia (bandiera)   | C     | Dario Morello       |
|    | Italia (bandiera)   | C     | Alberto Rivolta     |
|    | Italia (bandiera)   | C     | Cristiano Scapolo   |
|    | Italia (bandiera)   | C     | Fabio Tricarico     |
|    | Germania (bandiera) | A     | Jürgen Klinsmann    |
|    | Italia (bandiera)   | A     | Aldo Serena         |

## Calciomercato

### Sessione estiva(dall'1/7 al 31/8)
| Acquisti | Acquisti          | Acquisti       | Acquisti                    |
| R.       | Nome              | da             | Modalità                    |
| -------- | ----------------- | -------------- | --------------------------- |
| D        | Stefano Rossini   | Parma          | riscatto                    |
| D        | Stefano Bettarini | Staggia Senese | definitivo                  |
| C        | Marco Barollo     | Villa Calcio   | definitivo                  |
| C        | Giacomo Biagi     | Staggia Senese | definitivo                  |
| C        | Pierluigi Di Già  | Parma          | riscatto                    |
| C        | Enrico Cucchi     | Fiorentina     | fine prestito               |
| C        | Fausto Pizzi      | Vicenza        | riscatto                    |
| C        | Vincenzo Scifo    | Bordeaux       | riscatto                    |
| A        | Jürgen Klinsmann  | Stoccarda      | definitivo (3,2 miliardi ₤) |
| A        | Massimo Ciocci    | Padova         | fine prestito               |

| Cessioni | Cessioni       | Cessioni   | Cessioni          |
| R.       | Nome           | a          | Modalità          |
| -------- | -------------- | ---------- | ----------------- |
| C        | Pietro Fanna   | Verona     | definitivo        |
| C        | Fausto Pizzi   | Parma      | compartecipazione |
| C        | Vincenzo Scifo | Auxerre    | compartecipazione |
| A        | Ramón Díaz     | Fiorentina | fine prestito     |

### Sessione autunnale
| Acquisti | Acquisti | Acquisti | Acquisti |
| R.       | Nome     | da       | Modalità |
| -------- | -------- | -------- | -------- |

| Cessioni | Cessioni         | Cessioni         | Cessioni   |
| R.       | Nome             | a                | Modalità   |
| -------- | ---------------- | ---------------- | ---------- |
| D        | Paolo Tramezzani | Prato            | prestito   |
| C        | Fabio Tricarico  | Castel di Sangro | prestito   |
| C        | Alberto Rivolta  | Livorno          | definitivo |

## Risultati

### Serie A

#### Girone di andata
| Arbitro: | Fabricatore (Roma) |

|                                     |           |             |
| Gualco 63’ (aut.) Brehme 87’ (rig.) | Marcatori | 82’ Dezotti |

| Arbitro: | Lo Bello (Siracusa) |

|                          |           |                              |
| Giordano 28’, 57’ (rig.) | Marcatori | 38’ Klinsmann 67’ Mandorlini |

| Arbitro: | Felicani (Bologna) |

|                                 |           |              |
| Klinsmann 34’ Brehme 72’ (rig.) | Marcatori | 30’ Pasculli |

| Arbitro: | Agnolin (Bassano del Grappa) |

|                       |           |  |
| Vialli 33’ Cerezo 70’ | Marcatori |  |

| Arbitro: | D'Elia (Salerno) |

|                            |           |              |
| Matthaus 36’ Klinsmann 46’ | Marcatori | 58’ Marocchi |

| Arbitro: | Pairetto (Torino) |

|  |           |              |
|  | Marcatori | 3’ Klinsmann |

| Arbitro: | Lo Bello (Siracusa) |

|                              |           |  |
| Matthaus 27’, 58’ Brehme 38’ | Marcatori |  |

| Arbitro: | Sguizzato (Verona) |

|           |           |             |
| Berti 49’ | Marcatori | 40’ Carbone |

| Arbitro: | Longhi (Roma) |

|                         |           |  |
| Careca 75’ Maradona 84’ | Marcatori |  |

| Arbitro: | Pezzella (Frattamaggiore) |

|                                          |           |  |
| Morello 39’ Brehme 52’ (rig.) Serena 67’ | Marcatori |  |

| Arbitro: | D'Elia (Salerno) |

|  |           |                         |
|  | Marcatori | 35’, 38’, 88’ Klinsmann |

| Arbitro: | Pairetto (Torino) |

|  |           |                                      |
|  | Marcatori | 52’ Van Basten 75’ Fuser 86’ Massaro |

| Arbitro: | Agnolin (Bassano del Grappa) |

|                       |           |           |
| Evair 39’ Madonna 85’ | Marcatori | 45’ Berti |

| Arbitro: | Lo Bello (Siracusa) |

|                          |           |                                           |
| Agostini 10’, 59’ (rig.) | Marcatori | 32’ Matteoli 38’ (rig.) Brehme 47’ Serena |

| Arbitro: | Pezzella (Frattamaggiore) |

|            |           |  |
| Serena 63’ | Marcatori |  |

| Arbitro: | Lanese (Messina) |

|                                  |           |                        |
| Baggio 45’ (rig.) Dell'Oglio 62’ | Marcatori | 50’, 60’ (rig.) Serena |

| Arbitro: | Stafoggia (Pesaro) |

|                            |           |  |
| Matthaus 27’ Klinsmann 78’ | Marcatori |  |

#### Girone di ritorno
| Arbitro: | Longhi (Roma) |

|  |           |           |
|  | Marcatori | 53’ Berti |

| Arbitro: | Agnolin (Bassano del Grappa) |

|                                       |           |  |
| Matthaus 4’, 14’ (rig.) Klinsmann 16’ | Marcatori |  |

| Lecce 17 gennaio 1990 20ª giornata | Lecce               | 0 – 0 | Inter | Stadio Via del Mare (34 860 spett.)\| Arbitro: \| Lo Bello (Siracusa) \| |
| Arbitro:                           | Lo Bello (Siracusa) |       |       |                                                                          |

| Arbitro: | D'Elia (Salerno) |

|                   |           |  |
| Matthaus 31’, 41’ | Marcatori |  |

| Arbitro: | Agnolin (Bassano del Grappa) |

|            |           |  |
| Napoli 71’ | Marcatori |  |

| Milano 4 febbraio 1990 23ª giornata | Inter             | 0 – 0 | Ascoli | Stadio Giuseppe Meazza (40 017 spett.)\| Arbitro: \| Dal Forno (Ivrea) \| |
| Arbitro:                            | Dal Forno (Ivrea) |       |        |                                                                           |

| Arbitro: | Lo Bello (Siracusa) |

|                 |           |               |
| Tempestilli 50’ | Marcatori | 10’ Klinsmann |

| Bari 18 febbraio 1990 25ª giornata | Bari          | 0 – 0 | Inter | Stadio della Vittoria (31 051 spett.)\| Arbitro: \| Longhi (Roma) \| |
| Arbitro:                           | Longhi (Roma) |       |       |                                                                      |

| Arbitro: | Agnolin (Bassano del Grappa) |

|                                              |           |           |
| Ferrara 49’ (aut.) Klinsmann 53’ Bianchi 58’ | Marcatori | 7’ Careca |

| Arbitro: | Lanese (Messina) |

|                               |           |                |
| Ruben Sosa 11’ (rig.) Pin 50’ | Marcatori | 43’ Mandorlini |

| Milano 11 marzo 1990 28ª giornata | Inter              | 0 – 0 | Verona | Stadio Giuseppe Meazza (46 291 spett.)\| Arbitro: \| Fabricatore (Roma) \| |
| Arbitro:                          | Fabricatore (Roma) |       |        |                                                                            |

| Arbitro: | Pairetto (Torino) |

|                |           |                             |
| Costacurta 84’ | Marcatori | 3’, 90’ Serena 24’ Matthaus |

| Arbitro: | Felicani (Bologna) |

|                                                                                  |           |                               |
| Bergomi 6’ Matthaus 9’ Baresi 24’ Berti 27’ Serena 59’ Klinsmann 63’, 70’ (rig.) | Marcatori | 46’ (aut.) Ferri 73’ Nicolini |

| Arbitro: | Pezzella (Frattamaggiore) |

|            |           |                    |
| Brehme 66’ | Marcatori | 80’ (aut.) Bergomi |

| Genova 25 aprile 1990, ore 20:30 32ª giornata | Genoa              | 0 – 0 | Inter | Stadio Luigi Ferraris (25 300 spett.)\| Arbitro: \| Fabricatore (Roma) \| |
| Arbitro:                                      | Fabricatore (Roma) |       |       |                                                                           |

| Arbitro: | Coppetelli (Tivoli) |

|                       |           |  |
| Berti 23’ Bergomi 65’ | Marcatori |  |

| Arbitro: | Agnolin (Bassano del Grappa) |

|                               |           |                                        |
| Balbo 5’, 60’ Branca 15’, 90’ | Marcatori | 18’ Serena 71’ Matthaus 79’ Mandorlini |

### Coppa Italia

#### Turni eliminatori
| Arbitro: | Dal Forno (Ivrea) |

|               |           |  |
| Klinsmann 83’ | Marcatori |  |

| Arbitro: | Pezzella (Frattamaggiore) |

|  |           |                            |
|  | Marcatori | 95’ Morello 119’ Klinsmann |

#### Fase a gironi
| Arbitro: | Pezzella (Frattamaggiore) |

|                               |           |              |
| Cvetkovic 61’ Giovannelli 73’ | Marcatori | 77’ Matthaus |

| Arbitro: | Amendolia (Messina) |

|                                     |           |              |
| Serena 25’, 68’ Matthaus 80’ (rig.) | Marcatori | 60’ Di Mauro |

### Coppa dei Campioni
| Arbitro: | Bouillet |

|             |           |  |
| Lindman 74’ | Marcatori |  |

| Arbitro: | Kirschen |

|            |           |              |
| Serena 69’ | Marcatori | 81’ Engqvist |

### Supercoppa Italiana
| Arbitro: | Longhi (Roma) |

|                       |           |  |
| Cucchi 37’ Serena 86’ | Marcatori |  |

## Statistiche
Statistiche aggiornate al 29 aprile 1990.

### Statistiche di squadra
| Competizione        | Punti | In casa | In casa | In casa | In casa | In casa | In casa | In trasferta | In trasferta | In trasferta | In trasferta | In trasferta | In trasferta | Totale | Totale | Totale | Totale | Totale | Totale | D.R. |
| Competizione        | Punti | G       | V       | N       | P       | Gf      | Gs      | G            | V            | N            | P            | Gf           | Gs           | G      | V      | N      | P      | Gf     | Gs     | D.R. |
| ------------------- | ----- | ------- | ------- | ------- | ------- | ------- | ------- | ------------ | ------------ | ------------ | ------------ | ------------ | ------------ | ------ | ------ | ------ | ------ | ------ | ------ | ---- |
| Serie A             | 44    | 17      | 12      | 4       | 1       | 34      | 11      | 17           | 5            | 6            | 6            | 21           | 21           | 34     | 17     | 10     | 7      | 55     | 32     | 23   |
| Coppa Italia        | -     | 2       | 2       | 0       | 0       | 4       | 1       | 2            | 1            | 0            | 1            | 3            | 2            | 4      | 3      | 0      | 1      | 7      | 3      | 4    |
| Supercoppa italiana | -     | 1       | 1       | 0       | 0       | 2       | 0       | 0            | 0            | 0            | 0            | 0            | 0            | 1      | 1      | 0      | 0      | 2      | 0      | 2    |
| Coppa dei Campioni  | -     | 1       | 0       | 1       | 0       | 1       | 1       | 1            | 0            | 0            | 1            | 0            | 1            | 2      | 0      | 1      | 1      | 1      | 2      | −1   |
| Totale              | -     | 21      | 15      | 5       | 1       | 41      | 13      | 20           | 6            | 6            | 8            | 24           | 24           | 41     | 21     | 11     | 9      | 65     | 37     | 28   |

### Statistiche dei giocatori
Di seguito le statistiche relative ai giocatori.
| Giocatore     | Serie A  | Serie A | Serie A     | Serie A    | Coppa Italia | Coppa Italia | Coppa Italia | Coppa Italia | Coppa dei Campioni | Coppa dei Campioni | Coppa dei Campioni | Coppa dei Campioni | Supercoppa italiana | Supercoppa italiana | Supercoppa italiana | Supercoppa italiana | Totale   | Totale | Totale      | Totale     |
| Giocatore     | Presenze | Reti    | Ammonizioni | Espulsioni | Presenze     | Reti         | Ammonizioni  | Espulsioni   | Presenze           | Reti               | Ammonizioni        | Espulsioni         | Presenze            | Reti                | Ammonizioni         | Espulsioni          | Presenze | Reti   | Ammonizioni | Espulsioni |
| ------------- | -------- | ------- | ----------- | ---------- | ------------ | ------------ | ------------ | ------------ | ------------------ | ------------------ | ------------------ | ------------------ | ------------------- | ------------------- | ------------------- | ------------------- | -------- | ------ | ----------- | ---------- |
| G. Baresi     | 17       | 1       | ?           | ?          | 3            | 0            | ?            | ?            | 0                  | 0                  | 0                  | 0                  | 1                   | 0                   | 0                   | 0                   | 21       | 1      | 0+          | 0+         |
| S. Battistini | 1        | 1       | ?           | ?          | 0            | 0            | 0            | 0            | 0                  | 0                  | 0                  | 0                  | 0                   | 0                   | 0                   | 0                   | 1        | 1      | 0+          | 0+         |
| G. Bergomi    | 33       | 2       | ?           | ?          | 4            | 0            | ?            | ?            | 2                  | 0                  | ?                  | ?                  | 1                   | 0                   | 0                   | 0                   | 40       | 2      | 0+          | 0+         |
| N. Berti      | 29       | 5       | ?           | ?          | 4            | 0            | ?            | ?            | 1                  | 0                  | ?                  | ?                  | 1                   | 0                   | 0                   | 0                   | 35       | 5      | 0+          | 0+         |
| A. Bianchi    | 30       | 1       | ?           | ?          | 3            | 0            | ?            | ?            | 2                  | 0                  | ?                  | ?                  | 1                   | 0                   | 0                   | 0                   | 36       | 1      | 0+          | 0+         |
| A. Brehme     | 32       | 6       | ?           | ?          | 4            | 0            | ?            | ?            | 2                  | 0                  | 1                  | ?                  | 1                   | 0                   | 0                   | 0                   | 39       | 6      | 1+          | 0+         |
| E. Cucchi     | 19       | 0       | ?           | ?          | 2            | 0            | ?            | ?            | 1                  | 0                  | ?                  | ?                  | 1                   | 1                   | 0                   | 0                   | 23       | 1      | 0+          | 0+         |
| P. Di Già     | 11       | 0       | ?           | ?          | 0            | 0            | 0            | 0            | 0                  | 0                  | 0                  | 0                  | 0                   | 0                   | 0                   | 0                   | 11       | 0      | 0+          | 0+         |
| R. Ferri      | 20       | 0       | ?           | 1          | 2            | 0            | ?            | ?            | 2                  | 0                  | ?                  | ?                  | 0                   | 0                   | 0                   | 0                   | 24       | 0      | 0+          | 1+         |
| J. Klinsmann  | 31       | 13      | ?           | ?          | 4            | 2            | ?            | ?            | 2                  | 0                  | 1                  | ?                  | 0                   | 0                   | 0                   | 0                   | 37       | 15     | 1+          | 0+         |
| A. Malgioglio | 4        | -6      | ?           | ?          | 0            | 0            | 0            | 0            | 0                  | 0                  | 0                  | 0                  | 0                   | 0                   | 0                   | 0                   | 4        | -6     | 0+          | 0+         |
| A. Mandorlini | 24       | 3       | ?           | ?          | 3            | 0            | ?            | ?            | 2                  | 0                  | 1                  | ?                  | 0                   | 0                   | 0                   | 0                   | 29       | 3      | 1+          | 0+         |
| G. Matteoli   | 33       | 1       | ?           | ?          | 3            | 0            | ?            | ?            | 2                  | 0                  | ?                  | ?                  | 1                   | 0                   | 0                   | 0                   | 39       | 1      | 0+          | 0+         |
| L. Matthäus   | 25       | 11      | ?           | ?          | 3            | 2            | ?            | ?            | 2                  | 0                  | ?                  | ?                  | 0                   | 0                   | 0                   | 0                   | 30       | 13     | 0+          | 0+         |
| D. Morello    | 21       | 1       | ?           | ?          | 5            | 1            | ?            | ?            | 1                  | 0                  | ?                  | ?                  | 1                   | 0                   | 0                   | 0                   | 28       | 2      | 0+          | 0+         |
| S. Rossini    | 14       | 0       | ?           | ?          | 2            | 0            | ?            | ?            | 0                  | 0                  | 0                  | 0                  | 0                   | 0                   | 0                   | 0                   | 16       | 0      | 0+          | 0+         |
| C. Scapolo    | 1        | 1       | ?           | ?          | 0            | 0            | 0            | 0            | 0                  | 0                  | 0                  | 0                  | 0                   | 0                   | 0                   | 0                   | 1        | 1      | 0+          | 0+         |
| A. Serena     | 30       | 9       | ?           | ?          | 3            | 2            | ?            | ?            | 2                  | 1                  | ?                  | ?                  | 1                   | 1                   | 0                   | 0                   | 36       | 13     | 0+          | 0+         |
| C. Verdelli   | 27       | 0       | ?           | 1          | 3            | 0            | ?            | ?            | 1                  | 0                  | ?                  | ?                  | 1                   | 0                   | 0                   | 0                   | 32       | 0      | 0+          | 1+         |
| W. Zenga      | 31       | -26     | ?           | ?          | 4            | -3           | ?            | ?            | 2                  | -2                 | ?                  | ?                  | 1                   | 0                   | 0                   | 0                   | 38       | -31    | 0+          | 0+         |